# Bitka pri jezeru Benacus
Bitka pri jezeru Benacus se je odvijala ob bregovih Gardskega jezera v severni Italiji, ki je bilo Rimljanom znano kot Benacus, leta 268 ali v začetku leta 269 med vojsko pod poveljstvom rimskega cesarja Klavdija II. in germanskima plemenoma plemeni Alemanov in Jutungov.

## Ozadje
Leta 268 so Alemani, ki so vdirali na rimsko ozemlje že od vladavine Marka Avrelija, prebili rimsko mejo pri Donavi in prečkali Alpe. Boji za oblast v Mediolanumu zaradi Aureolovega upora, umora cesarja Galiena in posledičnega spopada med Aureolom in Klavdijem, ki ga je Galien na smrtni postelji imenoval za cesarja, so Rimljane prisilili, da so zanemarili mejo. Potem ko je Aureola v obleganju Mediolana premagal in ubil, je Klavdij svojo vojsko skupaj z ostanki Aureolove sile povedel proti severu, da bi se soočil z Germani.

## Bitka
Podrobnosti bitke niso znane, vendar je bil bodoči cesar Avrelijan prisoten v bitki. Potem, kar je bilo opisano kot odločilna zmaga, je Klavdij prevzel naziv Germanik Maksim. Velik del germanske vojske je bil pobit na bojišču, preostanek pa se je umaknil čez meje cesarstva.

## Posledice
Klavdij se je po bitki vrnil v Rim, da bi se posvetil državnim zadevam. Alemani so se leta 271 vrnili v Italijo in zmagali proti cesarju Avrelijanu v bitki pri Placentiji pred njihovim končnim porazom v bitki pri Fanu.